# Kwanyar Barat
Kwanyar Barat is een bestuurslaag in het regentschap Bangkalan van de provincie Oost-Java, Indonesië. Kwanyar Barat telt 3789 inwoners (volkstelling 2010).